# Пшиєзеже (Грифінський повіт)
Пшиєзеже (пол. Przyjezierze, нім. Butterfelde) — село в Польщі, у гміні Моринь Грифінського повіту Західнопоморського воєводства.
Населення — 280 осіб (2011).
У 1975-1998 роках село належало до Щецинського воєводства.

## Демографія
Демографічна структура станом на 31 березня 2011 року:
|          | Загалом | Допрацездатний вік | Працездатний вік | Постпрацездатний вік |
| -------- | ------- | ------------------ | ---------------- | -------------------- |
| Чоловіки | 143     | 24                 | 104              | 15                   |
| Жінки    | 137     | 20                 | 93               | 24                   |
| Разом    | 280     | 44                 | 197              | 39                   |